# May Robson
Pour les articles homonymes, voir Robison et Robson.
May Robson, de son vrai nom Mary Jeanette Robison, née le 19 avril 1858 à Melbourne (Victoria, Australie) , morte le 20 octobre 1942 à Beverly Hills (Californie, États-Unis), est une actrice australienne.

## Biographie
Très jeune, May Robson s'installe aux États-Unis où, au théâtre, elle débute à Broadway (New York) en 1888 et s'y produit jusqu'en 1926, dans des pièces (dont une en 1911, The Three Lights, coécrite par elle) et comédies musicales. Notons aussi qu'en 1901, elle joue dans la pièce Are you a Mason ?, aux côtés de Cecil B. DeMille, qu'elle retrouve à la réalisation en 1927, dans le film muet Le Roi des rois.
Au cinéma, outre Le Roi des rois, elle participe à quelques autres films muets, à partir de 1916. Le premier, Night Out, est l'adaptation de sa pièce The Three Lights pré-citée. Mais sa grande période d'activité dans des films américains se situe au cours des années 1930. Un de ses films les plus connus est Grande Dame d'un jour de Frank Capra (1933), où elle joue une clocharde vendeuse de pommes, métamorphosée en grande bourgeoise (un "premier rôle" qui lui vaut une nomination à l'Oscar de la meilleure actrice - gagné par Katharine Hepburn, lors de la 6e cérémonie des Oscars, en 1934 -). Son dernier film (Jeanne de Paris de Robert Stevenson, avec Michèle Morgan et Paul Henreid) sort en janvier 1942, quelques mois avant sa mort.

## Théâtre (à Broadway)

### Pièces
- 1888 : Partners de Robert Buchanan
- 1893 : The Younger Son de David Belasco, avec William Faversham
- 1894-1895 : The Fatal Card de C. Haddon Chambers et B.C. Stephenson
- 1895 : L'Importance d'être Constant (The Importance of Being Earness) d'Oscar Wilde, avec William Faversham
- 1895 : The Luck of Roaring Camp de Bret Harte
- 1897 : Le Truc de Séraphin (Never again ou The Tricks of Seraphin) d'Antony Mars et Maurice Desvallières, adaptation de T.R. Birmingham, avec Ferdinand Gottschalk
- 1899 : Lord and Lady Algy (en) de R. C. Carton (en), avec William Faversham, Guy Standing
- 1899 : Make Way for the Ladies, adaptation d'après Maurice Hennequin et Albin Valabrègue
- 1900 : Self and Lady, adaptation d'après Pierre Decourcelle
- 1900-1901 : Lady Huntworth's Experiment de R.C. Carton
- 1901 : Are you a Mason ? de Leo Ditrichstein, avec Cecil B. DeMille
- 1903-1904 : Dorothy Vernon (Dorothy Vernon of Haddon Hall) de Paul Kester, d'après Charles Major
- 1905 : Cousin Billy de (et mise en scène par) Clyde Fitch, d'après Le Voyage de monsieur Perrichon d'Eugène Labiche et Édouard Martin, avec Grant Mitchell
- 1906 : The Mountain Climber de M. Neal, d'après C. Kraatz, avec Grant Mitchell
- 1907 : The Rejuvenation of Aunt Mary d'Anne Warner (adaptée au cinéma en 1916)
- 1911 : The Three Lights, pièce de Charles T. Dazey et May Robson
- 1926 : Les Deux Orphelines (The Two Orphans) d'Adolphe d'Ennery et Eugène Cormon, adaptation de N. Hart Jackson, avec Fay Bainter, Mary Nash, Robert Warwick

### Comédies musicales
- 1901-1902 : The Messenger Boy, musique d'Ivan Caryll et Lionel Monckton, paroles d'Adrian Ross et Percy Greenbank
- 1902-1903 : The Billionaire, musique de Gustave Kerker, livret et paroles d'Henry B. Smith
- 1904-1905 : It happened in Nordland, musique de Victor Herbert, livret et paroles de Glen MacDonough, avec Harry Davenport

## Filmographie partielle

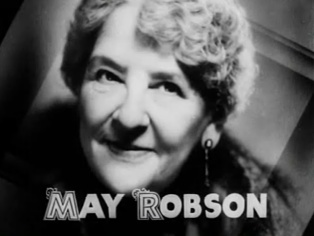
Dans Broadway to Hollywood (1933)

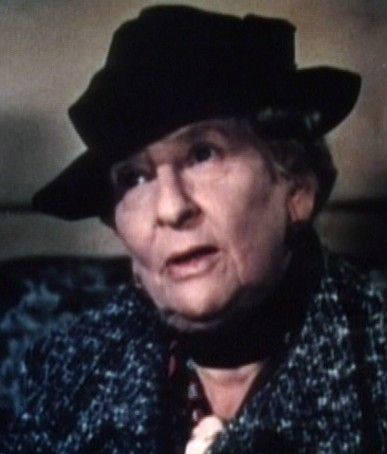
Dans Une étoile est née (1937)

- 1916 : A Night Out de George D. Baker
- 1926 : Pals in Paradise de George B. Seitz
- 1927 : Le Roi des rois (The King of Kings) de Cecil B. DeMille
- 1927 : Turkish Delight de Paul Sloane
- 1928 : The Blue Danube de Paul Sloane
- 1931 : The She Wolf de James Flood
- 1932 : Annie (Little Orphan Annie) de John S. Robertson
- 1932 : Captive (Letty Lynton) de Clarence Brown
- 1932 : La Femme aux cheveux rouges (Red-Headed Woman) de Jack Conway
- 1932 : Si j'avais un million (If I had a Million) de James Cruze
- 1932 : Strange Interlude de Robert Z. Leonard
- 1933 : Men Must Fight de Edgar Selwyn
- 1933 : La Sœur blanche (The White Sister) de Victor Fleming
- 1933 : Une soirée à Vienne (Reunion in Vienna) de Sidney Franklin
- 1933 : One Man's Journey de John S. Robertson
- 1933 : Le Tourbillon de la danse (Dancing Lady) de Robert Z. Leonard
- 1933 : Grande Dame d'un jour (Lady for a Day) de Frank Capra
- 1933 : Les Invités de huit heures (Dinner at Eight) de George Cukor
- 1933 : Beauty for Sale de Richard Boleslawski
- 1933 : The Solitaire Man de Jack Conway
- 1933 : Alice au pays des merveilles (Alice in Wonderland) de Norman Z. McLeod
- 1933 : Les Pantins (Broadway to Hollywood) de Willard Mack
- 1934 : You Can't Buy Everything de Charles Reisner
- 1934 : Straight is the Way de Paul Sloane
- 1934 : Lady by Choice de David Burton
- 1934 : Mills of the Gods de Roy William Neill
- 1935 : Imprudente Jeunesse (Reckless) de Victor Fleming
- 1935 : Anna Karénine (Anna Karenina) de Clarence Brown
- 1935 : Grande Dame (Grand Old Girl) de John S. Robertson
- 1935 : Vanessa Her Love Story de William K. Howard
- 1935 : Strangers All de Charles Vidor
- 1935 : Age of Indiscretion d'Edward Ludwig
- 1935 : Cinquante mille dollars morte ou vive (Three Kids and a Queen) d'Edward Ludwig
- 1936 : Sa femme et sa secrétaire (Wife vs. Secretary) de Clarence Brown
- 1936 : The Captain's Kid de Nick Grinde
- 1936 : Rainbow on the River de Kurt Neumann
- 1937 : Woman in Distress de Lynn Shores
- 1937 : Une étoile est née (A Star is born) de William A. Wellman
- 1937 : Un homme a disparu (The Perfect Specimen) de Michael Curtiz
- 1938 : Les Aventures de Tom Sawyer (The Adventures of Tom Sawyer) de Norman Taurog
- 1938 : L'Impossible Monsieur Bébé (Bringing un Baby) d'Howard Hawks
- 1938 : La Ruée sauvage (The Texans) de James Patrick Hogan
- 1938 : Rêves de jeunesse (Four Daughters) de Michael Curtiz
- 1939 : Je suis un criminel (They made me a Criminal) de Busby Berkeley
- 1939 : Edith Cavell (Nurse Edith Cavell) d'Herbert Wilcox
- 1939 : Quatre Jeunes Femmes (Four Wives) de Michael Curtiz
- 1939 : Le Printemps de la vie (Yes, My Darling Daughter) de William Keighley
- 1940 : Irène (Irene) d'Herbert Wilcox
- 1940 : Texas Rangers Ride Again de James P. Hogan
- 1940 : Filles courageuses (Daughters Courageous) de Michael Curtiz
- 1941 : Million Dollar Baby de Curtis Bernhardt
- 1941 : Femmes adorables (Four Mothers) de William Keighley
- 1941 : Playmates de David Butler
- 1942 : Jeanne de Paris (Joan of Paris) de Robert Stevenson

## Récompenses et distinctions

### Nominations
- 1934 : Nomination à l'Oscar de la meilleure actrice pour Grande Dame d'un jour.